# Унеюв-Колёнья
Уне́юв-Колёнья (пол. Uniejów-Kolonia) — село в Польше в сельской гмине Харшница Мехувского повета Малопольского воеводства.
Село располагается в 3 км от административного центра гмины села Мехув-Харшница, в 10 км от административного центра повета города Мехув и в 39 км от административного центра воеводства города Краков.
В 1975—1998 годах село входило в состав Келецкого воеводства.

## Достопримечательности
- Церковь святого Вита, построенная в 1470 году. В храме находится Пиета и Икона Распятого Иисуса Христа, датируемые XV веком.